# Nogales, Sonora
Nogales là một đô thị thuộc bang Sonora, México. Năm 2005, dân số của đô thị này là 193517 người.